# Halimione pedunculata
Halimione pédonculée, Arroche à fruits pédonculés, Obione à fruits pédonculés
Espèce
L'Halimione pédonculée, Arroche à fruits pédonculés ou Obione à fruits pédonculés (Halimione pedunculata) est une espèce de plantes de la famille des Amaranthacées.